# Glafkos Klerides

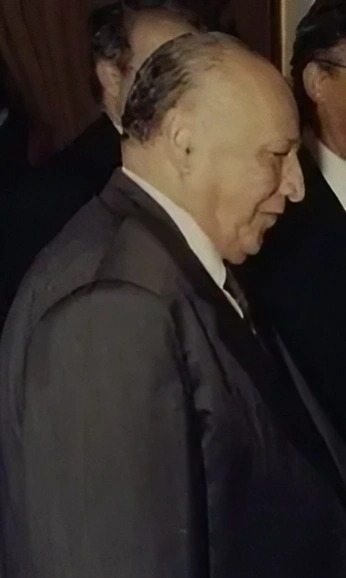
Glafcos Klerides

Handtekening van Glafkos Klerides

Glafkos Ioannou Klerides (Grieks: Γλαύκος Ιωάννου Κληρίδης) (Nicosia, 24 april 1919 – aldaar, 15 november 2013) was een Grieks-Cypriotisch politicus en president van Cyprus.
Klerides is de oudste zoon van advocaat en staatsman Yiannis Klerides. Gedurende de Tweede Wereldoorlog diende hij in de Britse luchtmacht. In 1942 werd zijn vliegtuig neergeschoten boven Duitsland en werd Klerides krijgsgevangen gemaakt. Tot het einde van de oorlog werd hij gevangen gehouden.
Na de oorlog studeerde Klerides rechten aan King's College London en werkte als advocaat op Cyprus. Hij was lid van de EOKA-organisie die streefde naar een bevrijding van Cyprus van de Britse macht. Hij nam aan die strijd deel onder het pseudoniem Yperides. Gedurende die periode verdedigde hij talloze EOKA-strijders die door de Britten waren gearresteerd. Een van zijn meest befaamde resultaten was de samenstelling van een dossier dat inzicht gaf in de schendingen van de mensenrechten door de vertegenwoordigers van de Britse machthebbers.
In 1959 nam hij deel aan de 'London Conference' over Cyprus en gedurende deze overgangsperiode van koloniale overheersing naar onafhankelijkheid (1959-1960) trad hij op als minister van justitie. In dezelfde periode was hij hoofd van de Grieks-Cypriotische delegatie in het 'Joint Constitutional Committee'. In juli 1960 werd hij verkozen in het Huis van Afgevaardigden alwaar hij tot de eerste voorzitter werd verkozen. Hij vervulde deze functie tot juli 1976. In de eerste presidentsverkiezingen steunde Klerides Makarios III, terwijl zijn vader diens tegenstrever was.
Nadat Cyprus in 1960 onafhankelijk werd, won Klerides aan politieke invloed. Op 23 juli 1974, de dag waarop de Turkse invasie van Cyprus begon, nam Klerides tijdelijk de taken van de president waar. Dit deed hij tot 7 december 1974, de dag waarop aartsbisschop Makarios terugkeerde naar het land na een ballingschap van 5 maanden.
Later, als lid van de conservatieve partij Demokratikos Synagermos, vervulde Klerides tussen 1993 en 2003 gedurende twee termijnen van vijf jaar het presidentsambt. In 2003 verloor hij de verkiezingen van Tassos Papadopoulos. Gedurende zijn presidentschap veranderde Cyprus aanmerkelijk. De stabiele economie maakte Cyprus tot het meest welvarende van de tien nieuwe lidstaten die toetraden tot de Europese Unie in 2004. Klerides steunde in diezelfde tijd het plan van VN secretaris-generaal Kofi Annan voor hereniging van Cyprus; in een referendum wees de meerderheid van de Grieks-Cypriotische bevolking dit plan echter af.